# Benz OB 2
Der OB 2 von Benz & Cie. ist der erste für den Einbau in einen Lastkraftwagen entwickelte Dieselmotor. Er wurde im Februar 1924 in Amsterdam der Öffentlichkeit vorgestellt. Abgelöst wurde er 1928 vom OM 5.

## Hintergrund und Entwicklung
Schon Rudolf Diesel, der Erfinder des Dieselmotors, wollte Dieselmotoren als Fahrzeugantrieb verwenden. Zu Diesels Lebenszeit wurde der Dieselmotor jedoch wegen der technisch schwer zu lösenden inneren Gemischbildung nur als Stationär- und Schiffsmotor genutzt. Es gab noch keine Pumpen, die sowohl den Kraftstoff genau genug dosieren als auch den erforderlichen hohen Einspritzdruck aufbauen konnten. Diesel trennte die beiden Funktionen: eine Dosierpumpe förderte den Kraftstoff, der dann mit Druckluft in den Zylinder geblasen wurde, die Steuerung erfolgte durch ein von der Nockenwelle gesteuertes Einspritzventil. Die maximal mögliche Drehzahl bei dieser Anordnung waren ca. 360 min−1, sodass Motoren sehr groß und schwer waren, hinzu kam die Druckluftanlage mit Kompressor und Druckflaschen. Ein Einsatz in leichten Fahrzeugen wie Lkw kam damit kaum, in Pkw gar nicht in Betracht.
Mit drei Erfindungen (Trichter-Vorkammer, Nadel-Einspritzdüse und regelbare Einspritzpumpe) löste der Ingenieur Prosper L’Orange bereits 1909 theoretisch die Probleme der Gemischaufbereitung mit der Vorkammereinspritzung, bis zur Serienreife dauerte es aber noch einige Jahre. Der erste serienreife Vorkammer-Dieselmotor ist der Zweizylindermotor des Benz-Sendling S 6 mit 5726 cm3 Hubraum und einer Nennleistung von 25 PS (18 kW) bei 800 min−1, der 1922 erstmals in Betrieb genommen wurde und ab 1923 in Serienproduktion ging. Dieser Erfolg ebnete den Weg für schnelllaufende Dieselmotoren allgemein und zum Einsatz in Fahrzeugen.
Die Arbeiten an einem Lkw-Dieselmotor hatten 1922 ihren Anfang genommen. Ein Benz-Fahrgestell des Typs 5K3, ein Lkw mit Ottomotor, war der Versuchsträger. Im September 1922 lief das erste Baumuster des OB 2 auf einem Prüfstand; drei Vorserienmotoren wurden für den Test im Lkw gebaut. Sie entwickelten eine Nennleistung von 45 PS (33 kW) bei 1000 min−1. Diese Motoren bewährten sich gut, sodass am 14. April 1923 die Serienproduktion beschlossen wurde. Ende August 1923 war der Motor serienreif. Er leistete 50 PS (37 kW) bei 1000 min−1. Der Motor hatte einen großen Einfluss auf die Betriebskosten des Lkw, im Vergleich zum Lkw mit Ottomotor konnte der Treibstoffverbrauch um 32 % reduziert werden, die Kosten dafür um 86 %. Erster Käufer eines mit OB 2 ausgerüsteten Lkw war Robert Bosch. Ein großer wirtschaftlicher Erfolg war der OB 2 für Benz & Cie. allerdings nicht. Bis 1926 wurden weniger als 100 Benz-Dieselmotoren verkauft, bis 1928 waren es 631 Zwei- und Vierzylinderaggregate. Der Durchbruch des Dieselmotors gelang erst 1928 mit dem OM 5.

## Technik
Der OB 2 ist ein Reihenvierzylinder-Viertakt-Dieselmotor mit Vorkammereinspritzung, OHV-Ventilsteuerung und Wasserkühlung. Bei einer Zylinderbohrung von 125 mm und einem Kolbenhub von 180 mm hat der Motor einen Hubraum von 8836 cm3. Seine Leistung ist mit 50 PS (37 kW) bei 1000 min−1 angegeben. Er ist für den Betrieb mit Braunkohlenteeröl konzipiert, kann aber auch mit Gasöl, Petroleum, Texasöl und Paraffinöl betrieben werden.
Beim OB 2 sind die einzelnen Zylinder auf das Kurbelgehäuse aufgesetzt, auch die Zylinderköpfe sind einzeln. Das Schwungrad ist außerhalb des Kurbelgehäuses angebracht. Jeder Zylinder hat zwei Ventile, sie werden über Stoßstangen und Kipphebel von einer untenliegenden Nockenwelle betätigt. Der Kraftstoff wird von einer Reiheneinspritzpumpe zu den Einspritzdüsen gefördert und in Vorkammern eingespritzt. Die Verbrennungsluft gelangt durch einen Luftfilter in den Ansaugkrümmer, der für alle vier Zylinder gemein und an sie angeschraubt ist. Auf derselben Seite wie der Ansaugkrümmer ist die Wasserleitung angebracht, die vom Kühler zu den Zylindern führt. Sie hat für jeden Zylinder eine Abzweigung, die neben der Zylinderkopfhaube von oben in den Zylinderkopf eintritt. Auf der anderen Motorseite ist der gemeinsame Abgaskrümmer an die vier Zylinder angeschraubt. Zwischen Abgaskrümmer und Zylindern bewegen sich die Stoßstangen.